# Northern Lights (Fußballmannschaft)
Die Northern Lights waren eine neuseeländische Frauenfußball-Mannschaft, welche vom Regionalverband Northern Football Federation eingesetzt wurde.

## Geschichte
Unter dem Namen Northland/North Harbour nahm eine Mannschaft des Verbandes an der National Women’s Soccer League teil und erreichte hier mit 12 Punkten den vierten Platz der Spielzeit 2002. In den nächsten Jahren platzierte man sich in ähnlicher Tabellenposition, scheiterte aber nach Einführungen von Playoffs sich dazu zu qualifizieren.
Unter dem Namen Northern Football hatte die Mannschaft in der Saison 2010/11 schließlich ihr Debüt in der National Women’s League. Mit 12 Punkten qualifizierte man sich hier für die Playoffs und verlor aber im Playoff-Halbfinale mit 0:3 gegen die Auswahl von Capital Football. In der nächsten Spielzeit sicherte man sich dann mit 15 Punkten den ersten Platz in der Northern Conference und schlug schlussendlich im Finale die Auswahl von Waikato-Bay of Plenty im Finale, womit erstmals eine Meisterschaft gewonnen werden konnte. Auch im darauffolgenden Jahre konnte wieder eine Meisterschaft gewonnen werden. Diesmal schlug man im Finale Auckland Football mit 2:0. Nach der Einführung einer gemeinsamen Tabelle für die Regular Season, erreichte man auch hier mit 18 Punkten den ersten Platz. Im Finale unterlag man jedoch schließlich Mainland Pride mit 4:2.
Die Spielzeit 2014 endete dann für die Mannschaft auch nach der Regular Season, weil man sich mit nur 8 Punkten nicht für die Playoffs qualifizieren konnte. Dies änderte sich dann in der Runde 2015 wieder, als man zumindest mit 18 Punkten den zweiten Platz erreichte. In den Playoffs schaffte man es dann auch ins Finale, wo man wieder auf Mainland Pride traf, welche man diesmal aber mit 4:3 besiegen konnte.
Zur Saison 2016 wurde die Mannschaft in Northern Lights umbenannt. Mit nur 12 Punkten verpasste man aber hier wieder einmal die Playoffs, wobei alle qualifizierten Mannschaften auch nur einen Punkt mehr hatten. Das Gleiche passierte auch in der Folgesaison und so nahm man erst nach der Regular Season 2018 wieder an den Playoffs teil, wobei diese mittlerweile nur noch aus einem Finalspiel bestanden. Hier verlor die Mannschaft am Ende auch mit 2:3 gegen Canterbury United Pride. In der letzten Saison 2019 ging es als Zweiter mit 26 Punkten ins Finale und hier bedurfte es nach einem 1:1 gegen Canterbury noch ein Elfmeterschießen, um einen Gewinner zu bestimmen. Mit 2:4 unterlag man hier dann aber der Gegnermannschaft und verpasste somit die Meisterschaft.
Mit der Auflösung des Verbandes endete dann auch die der Mannschaft innerhalb der Liga, da in der neuen Northern League ab der Spielzeit 2021, fortan Mannschaften von Klubs eingesetzt wurden.

## Erfolge
- National Women’s League
  - Meister: 2011/12, 2012/13, 2015